# Roplyctus minutus
Roplyctus minutus is een keversoort uit de familie knotshoutkevers (Bothrideridae). De wetenschappelijke naam van de soort werd in 1953 gepubliceerd door Pope.